# 温克尔海德
温克尔海德是德国巴伐利亚州紐倫堡郡的一个市镇。总面积6.45平方公里，总人口4151人，其中男性2009人，女性2142人（2011年12月31日），人口密度644人/平方公里。